# Karl Wolfskehl

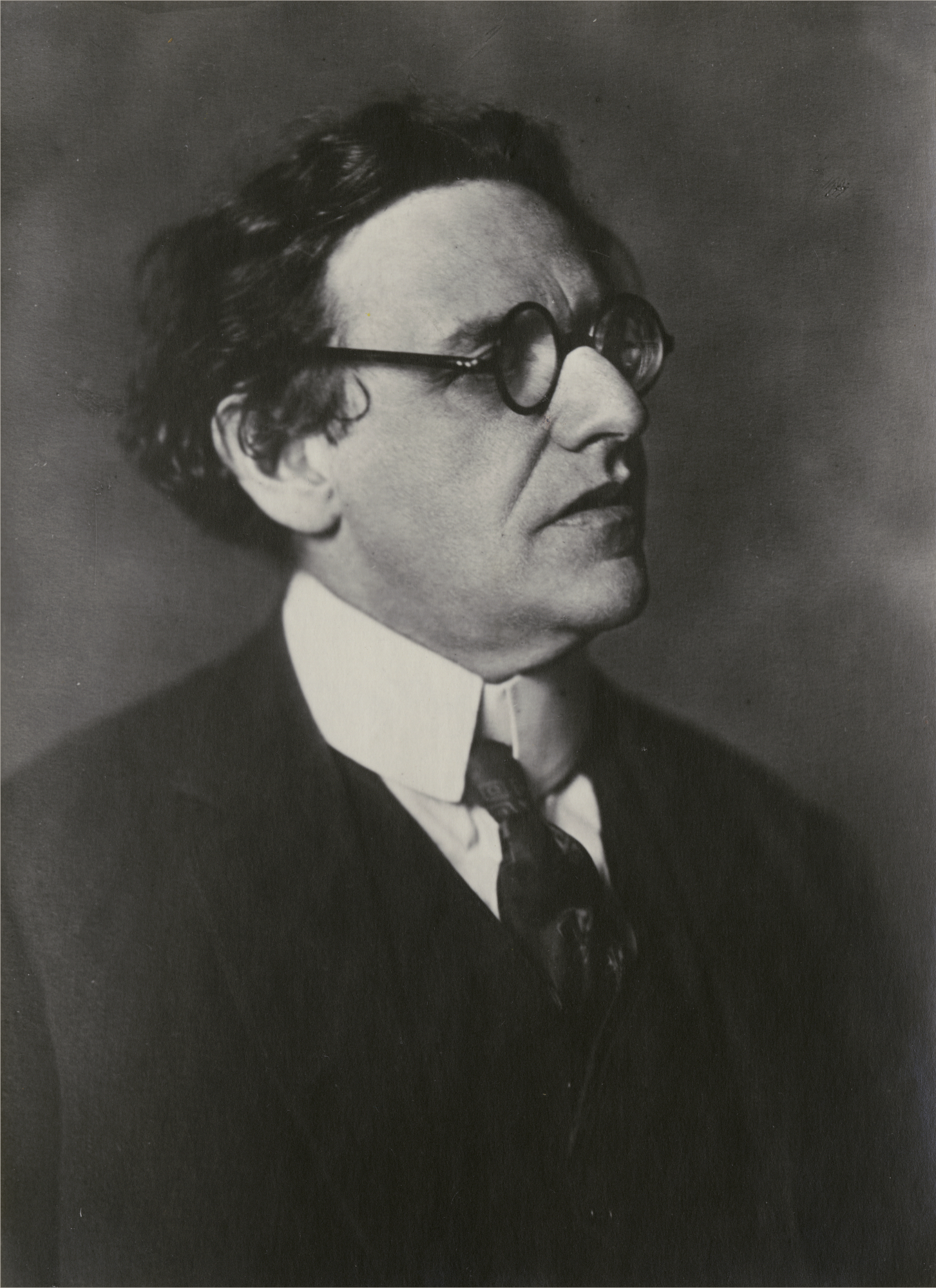
Karl Wolfskehl, Aufnahme von Theodor Hilsdorf

Karl Joseph Wolfskehl (geboren am 17. September 1869 in Darmstadt; gestorben am 30. Juni 1948 in Auckland, Neuseeland) war ein deutscher Schriftsteller und Übersetzer. Sein Wirken umfasste Lyrik, Prosa und Drama. Er übersetzte aus dem Französischen, Englischen, Italienischen, Hebräischen, Lateinischen und Mittelhochdeutschen.

## Leben

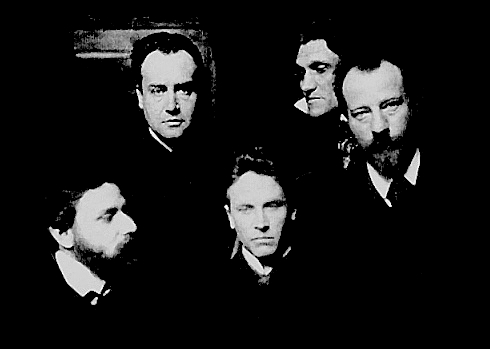
Die Kosmiker (v. l. n. r.) Karl Wolfskehl, Alfred Schuler, Ludwig Klages, Stefan George, Albert Verwey

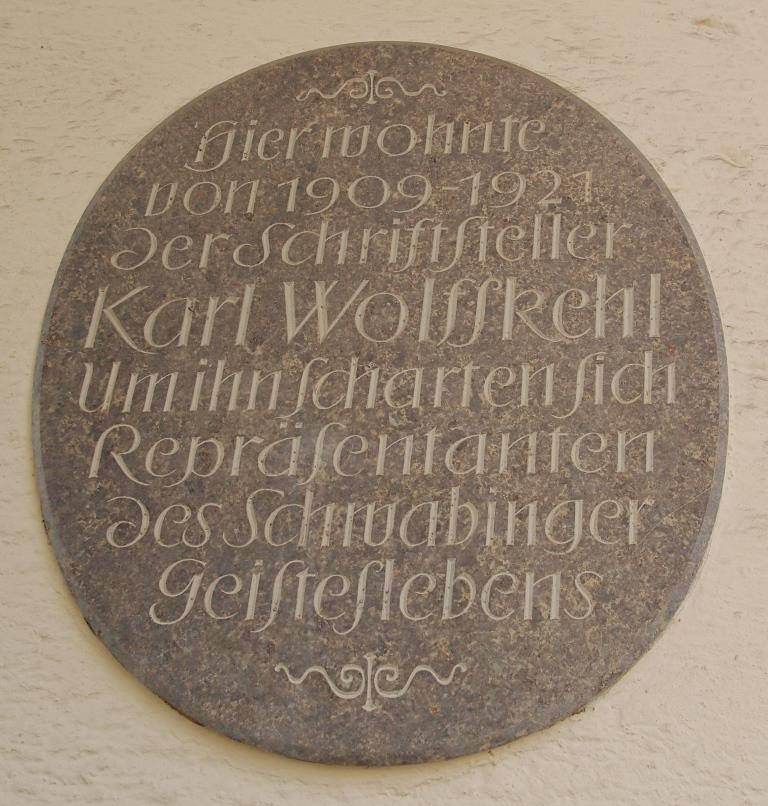
Erinnerung an Karl Wolfskehl in München-Schwabing, Römerstraße 16

Karl Wolfskehl wurde als Sohn einer jüdisch-deutschen Kaufmannsfamilie, die ihre Wurzeln bis in die Zeiten Karls des Großen zurückverfolgen konnte, in Darmstadt geboren, sein Vater war der angesehene Rechtsanwalt, Bankier und Landtagsabgeordnete Otto Wolfskehl (1841–1907). Karl Wolfskehl wuchs in liberaler Atmosphäre in Darmstadt auf und studierte Altgermanistik, Religionsgeschichte und Archäologie in Gießen, Leipzig und Berlin. Er promovierte mit einer Dissertation über Germanische Werbungssagen bei Otto Behaghel. „Ein enger Vertrauter der Familie, der Rabbiner der liberal-jüdischen Gemeinde David Selver, war der erste Kritiker des mit summa cum laude ausgezeichneten Doktors und Jungschriftstellers … Was Ihre Darstellung betrifft: Ihre Ausdrücke und Begriffsbezeichnungen sind immer sachlich und trefflich, verrathen geschultes Denken. Dabei sind Satzbau und Übergänge etc. gerade elegant. Ihre Bemerkungen über das Verhältnis zwischen Kultus und Mythos waren für mich besonders interessant …“
1898 heiratete er die aus einer nichtjüdischen Familie stammende Hanna de Haan (1878–1946), die Tochter des niederländischen Dirigenten des Darmstädter Kammerorchesters Willem de Haan und dessen Ehefrau Nina Carolina Elisabeth Schleuning, Tochter eines Oberförsters aus Wald-Michelbach. Aus der Ehe gingen die Töchter Judith (1899–1976) und Renate (1901–1983) hervor. Nach seinem Studium verbrachte Wolfskehl große Teile seines Lebens in München und Florenz.
Er war aktiv im Münchner Kreis um Stefan George, auf dessen Dichtung er durch seinen Freund Georg Edward aufmerksam geworden war und mit dem er von 1892 bis 1919 die Zeitschrift Blätter für die Kunst und von 1901 bis 1903 die Sammlung „Deutsche Dichtung“ herausgab. 1903 erschien auch ein Zyklus mit jüdischen Themen unter dem Titel An den alten Wassern. Der George-Kreis traf sich regelmäßig in Wolfskehls Haus in Schwabing. Auch die „Kosmiker“ wurden als „Männerrunde mit Gräfin“ von Wolfskehl um 1900 mit Alfred Schuler, Fritz von Herzmanovsky-Orlando, Ludwig Klages unter Einbeziehung der „Schwabinger Gräfin“ Franziska zu Reventlow begründet. Im Gegensatz zu seinen Weggefährten Klages und Schuler hielt Wolfskehl über alle Jahre zu George, den er wie alle anderen als „Meister“ ansprach. Es war Wolfskehl, der den Anfang des 20. Jahrhunderts hochgradig suggestiven Begriff des „Geheimen Deutschland“ in einem Aufsatz im Jahrbuch für die Geistige Bewegung (1910) geprägt hatte.

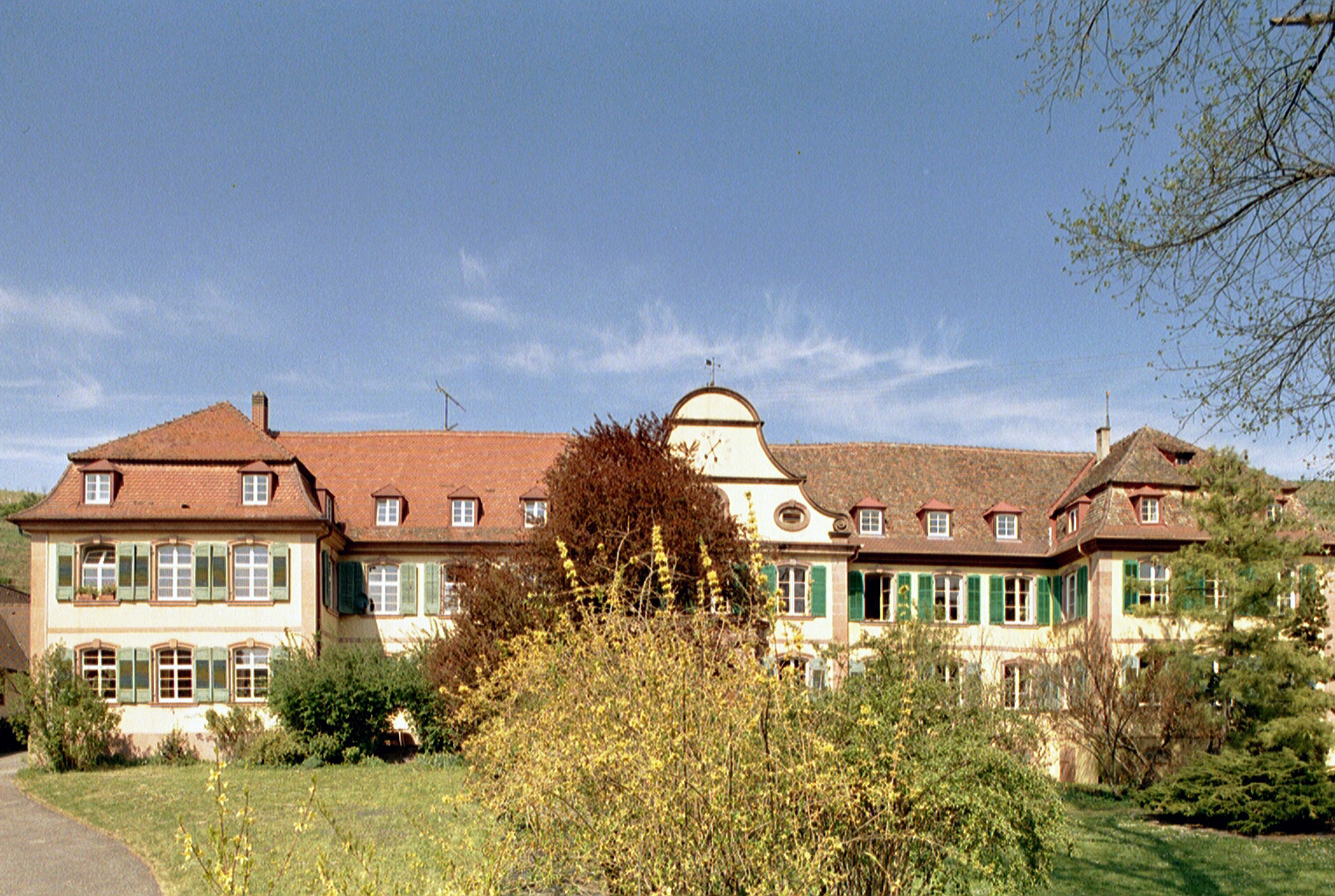
Ehemalige Propstei des Zisterzienserklosters in Kiechlinsbergen

1915 wurde Wolfskehl Eigentümer eines Teils der ehemaligen Propstei des Zisterzienserklosters in Kiechlinsbergen im Kaiserstuhl, wohin die Familie umzog. Wolfskehl folgte ihr 1919 nach. Das Anwesen wurde in den Folgejahren zum geselligen Treffpunkt zahlreicher Freunde aus dem George-Kreis. Trotz seines lebenslangen Bekenntnisses zu Stefan George und dessen konservativer Ästhetik und Politik war Wolfskehl in den Jahren vor dem Ersten Weltkrieg und in der Weimarer Republik mit einer Reihe von innovativen Künstlern und Gelehrten wie Franz Marc, Alfred Kubin, Else Lasker-Schüler, Walter Benjamin, Felix Noeggerath, Martin Buber und Albert Schweitzer bekannt. Wolfskehl hielt dem Germanisten Friedrich Gundolf noch freundschaftliche Treue, nachdem dieser aus dem George-Kreis verstoßen wurde. Else Lasker-Schüler setzte Wolfskehl in ihrem Roman Der Malik ein literarisches Denkmal. Auch in anderen Schlüsselromanen, z. B. in Franziska zu Reventlows Roman Herrn Dames Aufzeichnungen spielt der wortgewaltige, gesellige und esoterisch interessierte Wolfskehl eine Hauptrolle.
Wolfskehl emigrierte wegen der Machtergreifung der Nationalsozialisten 1933 in die Schweiz, wohin er am Tag nach dem Reichstagsbrand floh, und von dort 1934 weiter nach Italien. Nach einem kurzen Aufenthalt in Rom, unterbrochen durch eine Rückreise zur Teilnahme an den Gedenkfeierlichkeiten aus Anlass des Todes von Stefan George, zog er im November 1934 nach Florenz. Hier traf er unter anderem auf den bereits in der Emigration lebenden Verleger Kurt Wolff, den Germanisten Walter Jablonsky, Heinrich Kahane, Otti Binswanger, die jüngste Tochter Gustav Lilienthals, und den Danteforscher Karl Kilian Mayer. Außerdem lernte er hier seine spätere Lebensgefährtin Margot Ruben (1908–1980) kennen.
1935, während eines Sommeraufenthalts in Camogli an der ligurischen Küste, fasste er den Entschluss, Florenz zu verlassen, dem dann im November der Umzug ins Camogli benachbarte Recco folgte. Hier begegnete er Hans Weil und war häufig Gast in der „Schule am Mittelmeer“. Er konnte hier relativ frei leben, weil seine Familie und seine mehr als 8.800 Titel zählende Bibliothek in Kiechlinsbergen am Kaiserstuhl geblieben waren und er den deutschen Behörden ganz offiziell Recco als seinen Zweitwohnsitz angegeben hatte, an dem er aus gesundheitlichen Gründen leben müsse. Von Recco aus entfaltete er auch eine rege Reisetätigkeit, mehrfach in die Schweiz, nach Genua oder Mailand, und natürlich nach Florenz. Finanziell war er zu dieser Zeit noch gut abgesichert, da er unter anderem über ein Konto in Holland verfügen konnte und ihm auch Devisentransfers aus Deutschland heraus möglich waren.
Die zunehmende Annäherung zwischen Deutschland und Italien, gestärkt durch Mussolinis Besuch in München 1937 und Hitlers Gegenbesuch in Rom im Jahre 1938, wurde von Wolfskehl früh registriert. Die zunehmenden antijüdischen Tendenzen bewogen ihn deshalb, sich im Mai 1938 zusammen mit Margot Ruben über Marseille zunächst nach Australien und dann nach Neuseeland einzuschiffen. Dort lebte er bis zu seinem Tode im Jahre 1948 als „Exul Poeta“, was auch auf seinem Grabstein steht. Zu seinen Freunden hielt er in Hunderten Briefen Kontakt, die er später wegen einer teilweisen Erblindung diktieren musste. Der Briefwechsel ist in gut kommentierten modernen Ausgaben exemplarisch erschlossen.
Zunehmend verarmt und erblindet war Wolfskehl in Neuseeland stark auf die praktische Hilfe seiner Exilbegleiterin Margot Ruben angewiesen, die auch seine Korrespondenz führte, die Manuskripte seiner Dichtung transkribierte und die Fassungen mit Wolfskehl diskutierte. Da sie tagsüber in einer High School Latein unterrichtete, war Wolfskehl, in wechselnden, im Winter oft schlecht beheizbaren Unterkünften („Ich friere wo am weiten Ozean..“), oft über lange Zeit sich selbst überlassen. Er nutzte die Zeit, ohne größere bibliothekarische Hilfsmittel und daher vor allem auf seinen reichen Wissens- und Erfahrungsschatz gestützt, sein hoch bedeutendes, tief in der europäischen Kulturgeschichte verankertes Spätwerk zu schaffen. Dennoch gelang es dem stets kommunikationsfreudigen Dichter, der anfänglich auch nur geringe Englischkenntnisse besaß, in den Jahren seines antipodischen Exils die Bekanntschaft mit einer Reihe von wichtigen neuseeländischen Autoren zu schließen. Seine Erscheinung, sein Schicksal und sein Werk faszinierten u. a. Frank Sargeson, A. R. D. Fairburn und R. A. K. Mason. Fairburn und Mason widmeten dem „last European“ (Frank Sargeson) auch eigene wichtige Veröffentlichungen.
Karl Wolfskehl war der Neffe von Paul Friedrich Wolfskehl. Sein Enkel ist Jakob Köllhofer (* 1947), der langjährige Leiter des DAI Heidelberg, der seinen Großvater wie folgt zitiert: „Ein Imperativ wie ‚Lasst das Wort stehn, / Lasst das Wort stehn, / sonst brechen Euch die Finger …‘ ist in Zeiten von ‚Fake News‘ und alternativen Wahrheiten höchstaktuell als Mahnung.“

## Werk und Rezeption
Karl Wolfskehl war zugleich bekennender Zionist und leidenschaftlicher Deutscher: „Mein Judentum und mein Deutschtum, ja mein Hessentum – das sind keine biologischen Antagonismen, es sind Ströme einander befruchtenden Lebens“, erklärte Wolfskehl seine ungeheure Empörung über die Machtergreifung Hitlers. Karl Wolfskehl hat sich über den Charakter des Regimes nichts vorgemacht. Während andere seiner Freunde, vornehmlich aus dem Georgekreis, noch abwarteten, reiste er am Tage der Machtergreifung über Basel erst ins schweizerische, dann ins italienische, 1938 schließlich ins neuseeländische Asyl, ins Antithule, wie er die Insel am entgegengesetzten Teil der Erde nannte, so weit von Deutschland weg wie irgendwie möglich. In einer Reihe von autobiographisch grundierten Gedichten, so in seinem Das Lebenslied. An die Deutschen gibt Wolfskehl bewegendes Zeugnis von seiner Zugehörigkeit zu den drei Kulturkreisen, die seine Selbstkonstruktion bestimmten: „Jüdisch, römisch, deutsch zugleich.“ In seinen späten neuseeländischen Exilgedichten beschäftigte er sich auch mit der Anpassung und dem Widerstand verschiedener George-Anhänger und alter deutscher Freunde während der Zeit des „Dritten Reiches“, unter anderen mit Berthold von Stauffenberg, Claus von Stauffenberg und Ricarda Huch.
Er sah sich sowohl in der Tradition deutscher Dichtung als auch des Judentums. Seine Übersetzungen begriff er als einen kreativen Vorgang und betrachtete sie 1926 als einen Beitrag im Kampf gegen fortschreitende Barbarisierung. Liest man seine Übersetzung von Charles De Coster Die Geschichte von Eulenspiegel, so hat die Nachdichtung des Werkes nicht nur einen hohen Wert in der pädagogischen Ausrichtung, sondern auch in ihrem dichterischen Ausdruck. In den letzten drei Jahren seines Lebens, trotz Kriegsende weiterhin im Exil, wird der Höhepunkt seines dichterischen Schaffens gesehen. Gezeichnet von seinen bitteren Erfahrungen, bekannte er sich nach wie vor zu seinem Deutsch-Sein wie auch zu seinem Lehrmeister Stefan George, griff jedoch auch in scharfen Bemerkungen seine weiterhin bestehende Ausgrenzung an. In der Nachkriegszeit mit ihren eigenen sozialen und psychologischen Zwängen wurde eine Mauer des Schweigens errichtet oder aber es wurde sein dichterisches Werk heruntergespielt; er wurde außerhalb eines kleinen Kreises von Experten, die sein Werk pflegten, in der Öffentlichkeit verschwiegen und verdrängt.
„In Tat und Wahrheit hat kaum ein anderer deutschsprachiger Dichter sich mit der Frage von Heimat, Wanderung, Fremde und Vertreibung so intensiv auseinandergesetzt wie der Jude Karl Wolfskehl.“ (Alfred Bodenheimer)
Karl Wolfskehl verkörpert eine ganze Epoche deutsch-jüdischer Geschichte. Seine Themen sind deutsche Heimat und jüdische Verwurzelung, denen die Unbegreiflichkeit von Ausgrenzung, Vertreibung und Exil gegenübersteht. Darüber hinaus beeinflussten damals seine unveröffentlichten Gedichte seine Freunde in Deutschland, die im Geheimen über die Schweiz davon Kenntnis bekommen haben. Neben Melchior Lechter war er einer der wenigen Angehörigen des George-Kreises, die auch Mitglied der Theosophischen Gesellschaft waren.

## Ehrungen
Nach Karl Wolfskehl und seinem Vater Otto ist in Darmstadt der Wolfskehl’sche Park benannt. Die frühere Wolfskehlstraße, die nach Otto Wolfskehl benannt war, trug von den 1930er Jahren bis Kriegsende den Namen Goebelstraße. Heute gibt es wieder eine Wolfskehlstraße an der Rosenhöhe. In Darmstadt erhielt im September 2014 eine Wohnanlage für Studenten in der Stephanstraße Namen „Karl-Wolfskehl-Haus“
Das Institut für Germanistik der Justus-Liebig-Universität Gießen hat seinen zentralen Seminarraum in Karl-Wolfskehl-Saal umbenannt (Philosophikum I, Saal B 128).

## Werke
- Ulais. 1897.
- Gesammelte Dichtungen. 1903.
- Maskenzug. 1904.
- Saul. 1905.
- Wolfdietrich und die rauhe Els. 1907.
- Thors Hammer. 1908.
- Sanctus. 1909.
- Orpheus. 1909.
- Mysterien. 1909.
- Gedichte des Archipoeta an Kaiser Friedrich Barbarossa und seinen Kanzler: nach Jakob Grimms Ausgabe. 1921. (deutsche Umdichtung)
- mit Curt Sigmar Gutkind: Das Buch vom Wein. 1927.
- Der Umkreis. 1927.
- Ewiger Auszug. 1934.
- Die Stimme spricht. 1934/1936.
- An die Deutschen. 1947.

Postum erschienen:
- Hiob oder Die vier Spiegel. 1950.
- Sang aus dem Exil. 1950.
- Weg. 1950.

Briefe:
- Zehn Jahre Exil. Briefe aus Neuseeland 1938–1948. Hrsg. und eingeleitet von Margot Ruben. Mit einem Nachwort von Fritz Usinger. Veröffentlichungen der Deutschen Akademie für Sprache und Dichtung 13. Lambert Schneider, Darmstadt u. a. 1959.
- Cornelia Blasberg (Hrsg.): Karl Wolfkehls Briefwechsel aus Neuseeland 1938–1948. Vorwort: Paul Hoffmann, 2 Bände, Luchterhand, Darmstadt 1988, ISBN 3-630-80001-7 und ISBN 3-630-80002-5.
- Birgit Wägenbaur, Ute Oelmann: Von Menschen und Mächten : Stefan George – Karl und Hanna Wolfskehl : Der Briefwechsel 1892–1933. C. H. Beck, München 2015, ISBN 978-3-406-68231-5.

Werkausgaben und Sammlungen:
- Gesammelte Werke. Claassen, 1960.
  - Band 1: Dichtungen – Dramatische Dichtungen.
  - Band 2: Übertragungen – Prosa.
- Gesammelte Gedichte. Arnshaugk, München 1997.
  - Band 1: Der Meister und der Tod. ISBN 3-926370-29-7.
  - Band 2: Die Stimme spricht. ISBN 3-926370-30-0.
- Lebensluft oder ein Vormittag bei Hermes: Essais aus den Jahren 1927–1936. Hrsg. von Eckhardt Köhn. Das Arsenal, Berlin 2011, ISBN 978-3-921810-56-9.